# Giacomo Guido Ottonello
Giacomo Guido Ottonello Pastorino (n. Masone, Provincia de Génova, Italia, 29 de agosto de 1946) es un arzobispo, diplomático, teólogo y canonista italiano. que se desempeña como Arzobispo Titular de Sasabe y Nuncio Apostólico en Eslovaquia.
Es políglota, ya que sabe hablar su lengua materna el italiano y además español, francés, inglés, polaco y ruso.

## Biografía

### Primeros años y formación
Nacido en la localidad italiana de Masone de la Provincia de Génova, el día 29 de agosto de 1946.
Cuando era joven descubrió su vocación religiosa y decidió entrar al seminario, donde realizó su formación eclesiástica. 

### Sacerdocio
El 29 de junio de 1971 fue ordenado sacerdote para la Diócesis de Acqui Terme, en la que fue incardiado e inició su ministerio pastoral.
Seguidamente se licenció en Derecho canónico y obtuvo un Doctorado en Teología por la Pontificia Universidad Lateranense. 
Es Diplomado en estudios de Derecho internacional y Diplomacia por la Academia Pontificia Eclesiástica de la ciudad de Roma.
Después de doctorarse, el 25 de marzo de 1980 ingresó como funcionario del Servicio Diplomático de la Santa Sede.
Y durante esa época fue enviado a trabajar a las Nunciaturas Apostólicas de Pakistán, El Salvador, Líbano, Francia, España y Polonia, donde desempeñó la función de consejero de nunciatura.

## Episcopado

### Nuncio Apostólico en Panamá

#### Nombramiento
El 29 de noviembre de 1999, el papa Juan Pablo II lo nombró Arzobispo Titular de Sasabe y Nuncio Apostólico en Panamá.

#### Ordenación Episcopal
Fue consagrado el 6 de enero del 2000, en la Basílica de San Pedro, a manos del papa Juan Pablo II.
Sus co-consagradores fueron el por entonces funcionario de la Secretaria de Estado de la Santa Sede, Giovanni Battista Re y el por entonces Secretario de la Congregación para la Evangelización de los Pueblos, Marcello Zago †.

### Nuncio Apostólico en Ecuador
Entre los años 2005 y 2017 fue Nuncio Apostólico de Ecuador.
Su labor se desempeñó en una difícil tarea en la mediación y el diálogo con el movimiento Anticlericalismo, enemigos del gobierno del expresidente Rafael Correa, al cual le presentó el 29 de agosto las Cartas credenciales.
En ese mismo año, fue condecorado con el título honorífico de doctor honoris causa en Relaciones internacionales, por la Columbus University de Ciudad-Capital de Panamá.

### Nuncio Apostólico en Eslovaquia
Actualmente es el nuevo Nuncio en Eslovaquia.